# Cerkiew Zaśnięcia Najświętszej Maryi Panny w Mrzygłodzie
Cerkiew Zaśnięcia Najświętszej Maryi Panny w Mrzygłodzie – murowana filialna cerkiew greckokatolicka, znajdująca się w Mrzygłodzie.
Pierwsza informacja o istniejącej parafialnej cerkwi prawosławnej w Mrzygłodzie pochodzi z roku 1510. W lustracji z 1758 zapisano, że Mrzygłód był siedzibą parafii greckokatolickiej z drewnianą cerkwią. Obecnie istniejącą murowaną, zbudowano w 1901 w miejscu poprzedniej spalonej w pożarze w 1893. Należała do parafii greckokatolickiej w Hłomczy. To budowla  murowana z kamienia, trójdzielna, z prezbiterium o lekko zaokrąglonych narożach, szerszej nawie. Dach nad nawą zwieńczony kopułą. Okna zamknięte półkoliście.  
Po wysiedleniach ludności ukraińskiej w latach 1945-47 przebudowana, potem zamieniona na magazyn miejscowej spółdzielni produkcyjnej. Obecnie opuszczona.
W 2020 cerkiew z otoczeniem (d. cmentarz) wpisano do rejestru zabytków.

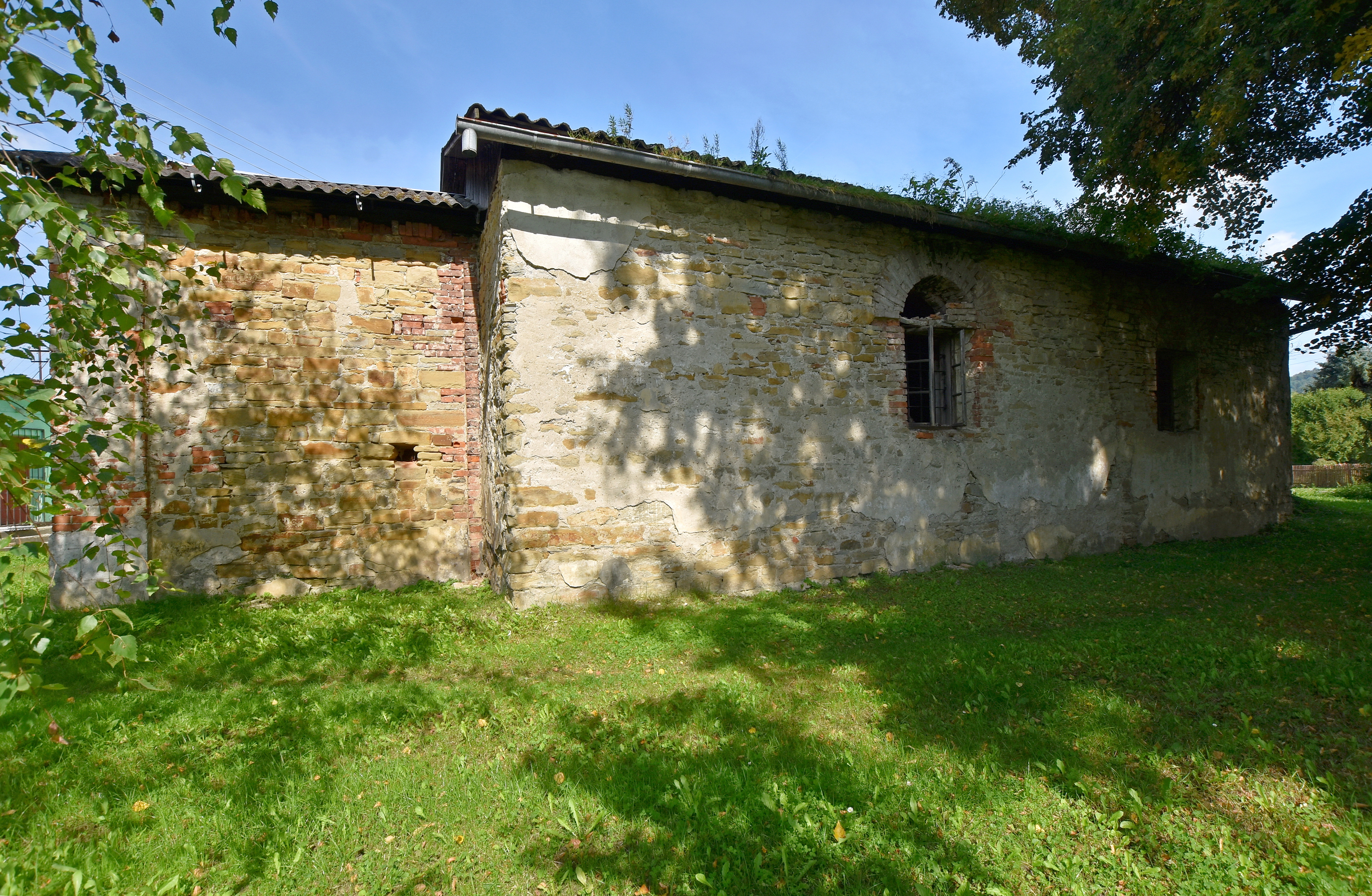
Elewacja południowa
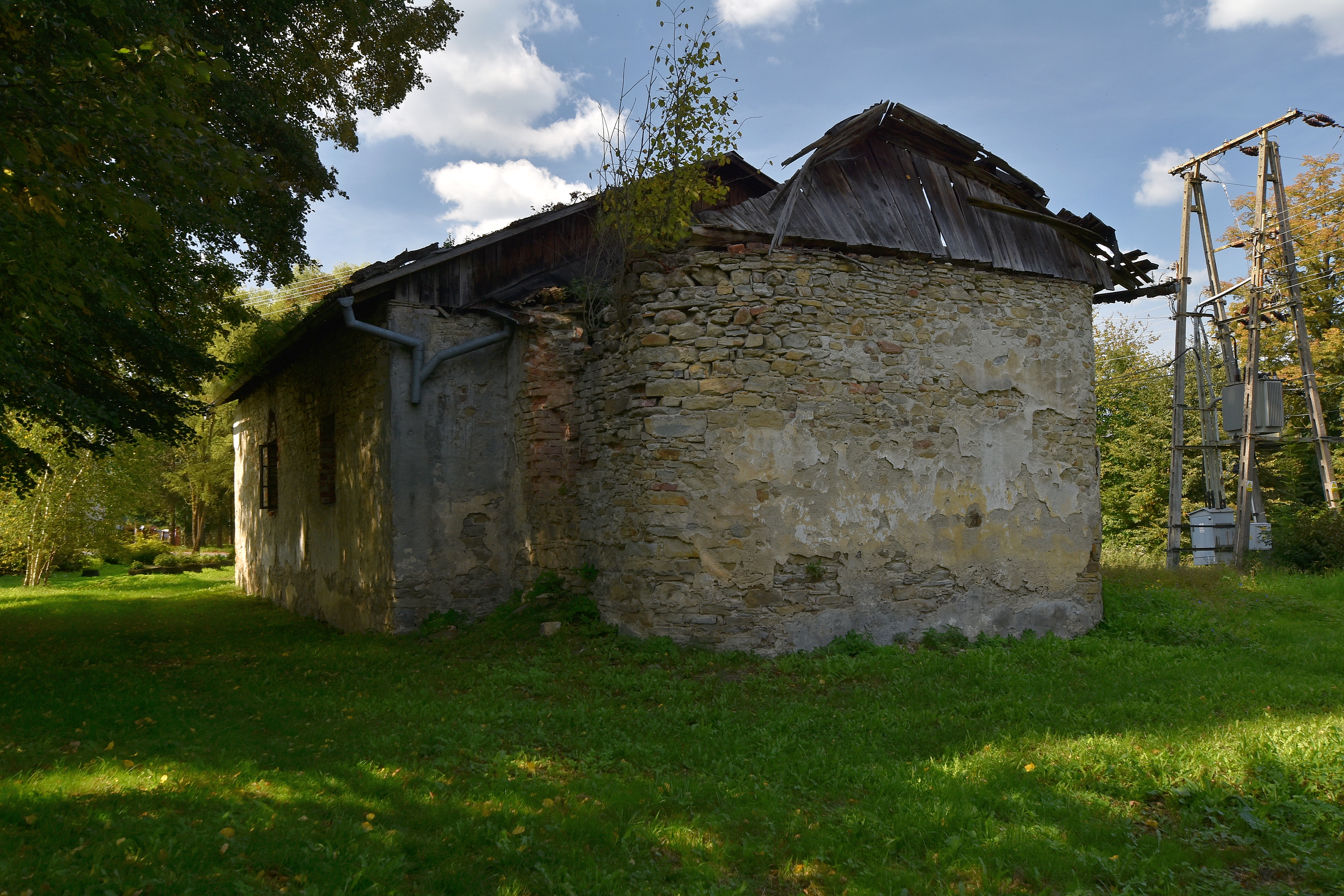
Widok od strony prezbiterium
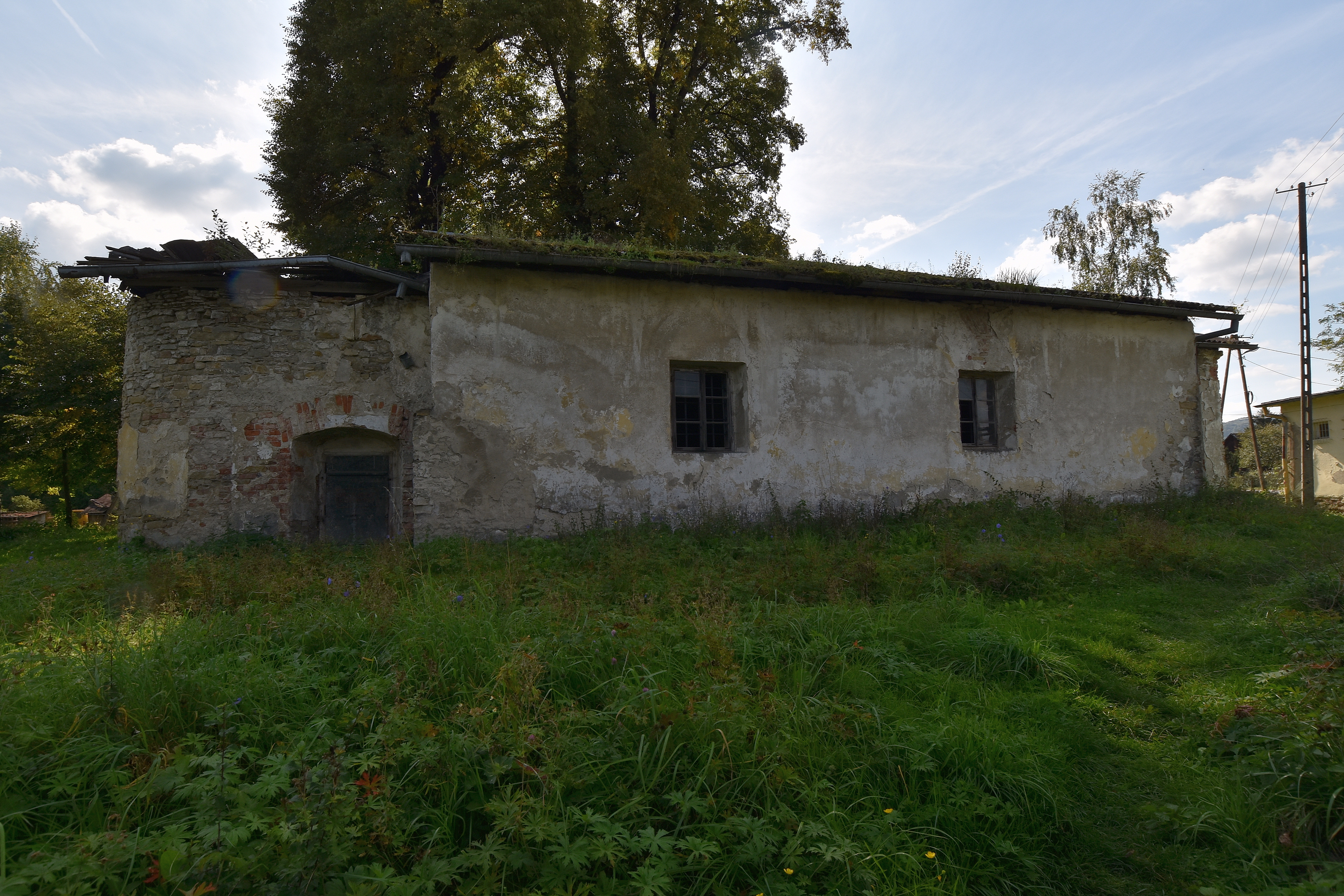
Elewacja północna